# Muzeum Sztuki w Tønder
Muzeum Sztuki w Tønder jest częścią kompleksu budynków Museum Sønderjylland Tønder, który obejmuje również Historię Kultury Tønder i Wieżę Ciśnień. Znajduje się ono w mieście Tønder w Danii, w regionie Dania Południowa, w południowo-zachodniej Jutlandii. Muzeum prowadzone jest przez Muzeum Sønderjylland, mieści się w oddzielnym budynku wystawienniczym z wejściem przez budynek bramy przy placu Wegnera (Wegners Plads). Muzeum otwarto w 1972 roku jako Sønderjyllands Kunstmuseum, gdzie zostało oddzielone od ówczesnego Muzeum Tønder.
Oprócz stałej kolekcji dzieł głównie nowszych artystów duńskich, muzeum regularnie organizuje specjalne wystawy o różnych tematach.
Wśród artystów reprezentowanych w muzeum są:
- Georg Baselitz
- Ejler Bille
- Else Fischer-Hansen
- Wilhelm Freddie
- Svend Wiig Hansen
- Egill Jacobsena
- Asger Jorn
- Per Kirkeby
- Seppo Mattinen
- Richard Mortensen
- Jais Nielsen
- Jeppe Madsen Ohlsen